# 皇帝号战列舰
皇帝号或称凯撒号战列舰是德意志帝国海军五艘皇帝级战列舰的首舰，由基尔的帝国船厂负责建造，于1911年3月22日下水，1912年8月1日投入使用。该舰在五座双联装炮塔中装备有十门305毫米50倍径速射炮，最高速度可达23.4節（43.3每小時）。在第一次世界大战期间，皇帝号主要被编入公海舰队的第三战列分舰队服役。
1913年，皇帝号及其姊妹舰阿尔贝特国王号进行了巡航至南美洲和南非的越洋之旅。该舰在战争时期参与了大部分的舰队主要行动。它参与了1916年5月31日至6月1日的日德兰海战，期间曾中弹两次，但受损较轻。此外，该舰也参加了1917年9月和10月在波罗的海的阿尔比恩行动，以及1917年11月的第二次黑尔戈兰海战。
在1918年战争结束后的和平谈判期间，皇帝号与大多数公海舰队的主力被英国皇家海军扣押在斯卡帕湾。至1919年6月21日，海军少将路德维希·冯·罗伊特作为被扣押的舰队指挥官下令全数凿沉包括皇帝号在内的己方舰队，以免落入英国人之手。皇帝号残骸于1929年被打捞出水，并于1930年在罗塞斯拆解。

## 建造及设计

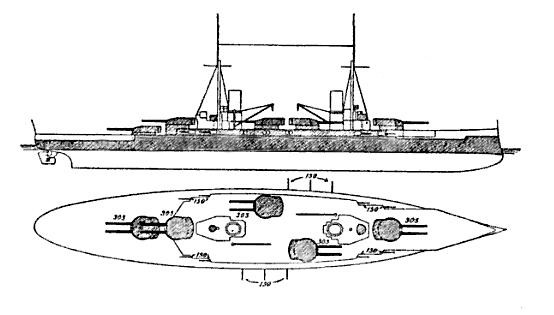
阴影区域表示舰体受装甲保护的部分

皇帝号是以“希尔德布兰德代舰”（Ersatz Hildebrand）作为临时代号，于1909年9月在基尔的帝国船厂开始进行龙骨架设，以取代已过时的岸防战列舰希尔德布兰号。舰体被特意挑选在1911年3月22日德皇威廉一世诞辰114周年之际完工并下水，他的孙子威廉二世皇帝出席了下水仪式，帝国总理特奥巴登·冯·贝特曼-霍尔维格也发表了演讲，而皇后奥古斯塔·维多莉亚则为舰只受洗。舾装工作及后展开，全部工程于1912年7月底完成。8月1日，该舰获委任进行了海上公试，并至12月7日结束。翌日，皇帝号被编入公海舰队担当第四支队的旗舰。它的船员主要是从最近退役的阿尔萨斯号和不伦瑞克号战列舰转移而来。
皇帝号的全长为172.4米、舷宽29米、有9.1米的前吃水和8.8米的后吃水，满载排水量达到27000吨。皇帝号使用3套帕森斯蒸汽涡轮机作为动力装置，由16台燃煤锅炉供应蒸汽。全舰贮煤3600吨，以12節（22每小時）的巡航速度航行时航程可达7,900海里（14,600）。
皇帝号装备的主炮为分布在五座双联装炮塔中的十门305毫米50倍径速射炮。该舰摒弃了以往德式战列舰的低效六边形排列。相反，五座炮塔中的三座被安装在中心线上，其中设于舰艉的两座是以超射布局排列。其余两座则以雁列式布局安装在舰舯，可同向进行侧舷齐射。副炮系统则包括十四门安装在舰舯炮廓内的150毫米45倍径速射炮、八门88毫米45倍径速射炮以及四门88毫米45倍径高射炮。此外，皇帝号还备有五具20英寸（508）水下鱼雷发射管。其中舰艏一具，两边舷侧各两具。

## 服役历史
1912年加入现役舰队后，皇帝号驻扎在基尔港，随后参与单独训练。1913年2月，皇帝号及其姊妹舰腓特烈大帝号一起被转移至威廉港。然后，它与公海舰队的其它舰只参与了多次协同训练。其中包括3月和4月在北海的机动演练、4月底在波罗的海的舰炮射击演练，以及5月的进一步舰队演习。6月，皇帝号参加了基尔赛船周，并接受威廉二世皇帝及意大利国王维托里奥·埃马努埃莱三世登舰检阅。1913年7月至8月，皇帝号参与了驶往挪威的年度夏季巡航，紧接着参与了8月和9月的秋季演习。1913年9月，阿道夫·馮·特羅塔就任该舰指挥官，并担任舰长直至1916年1月。

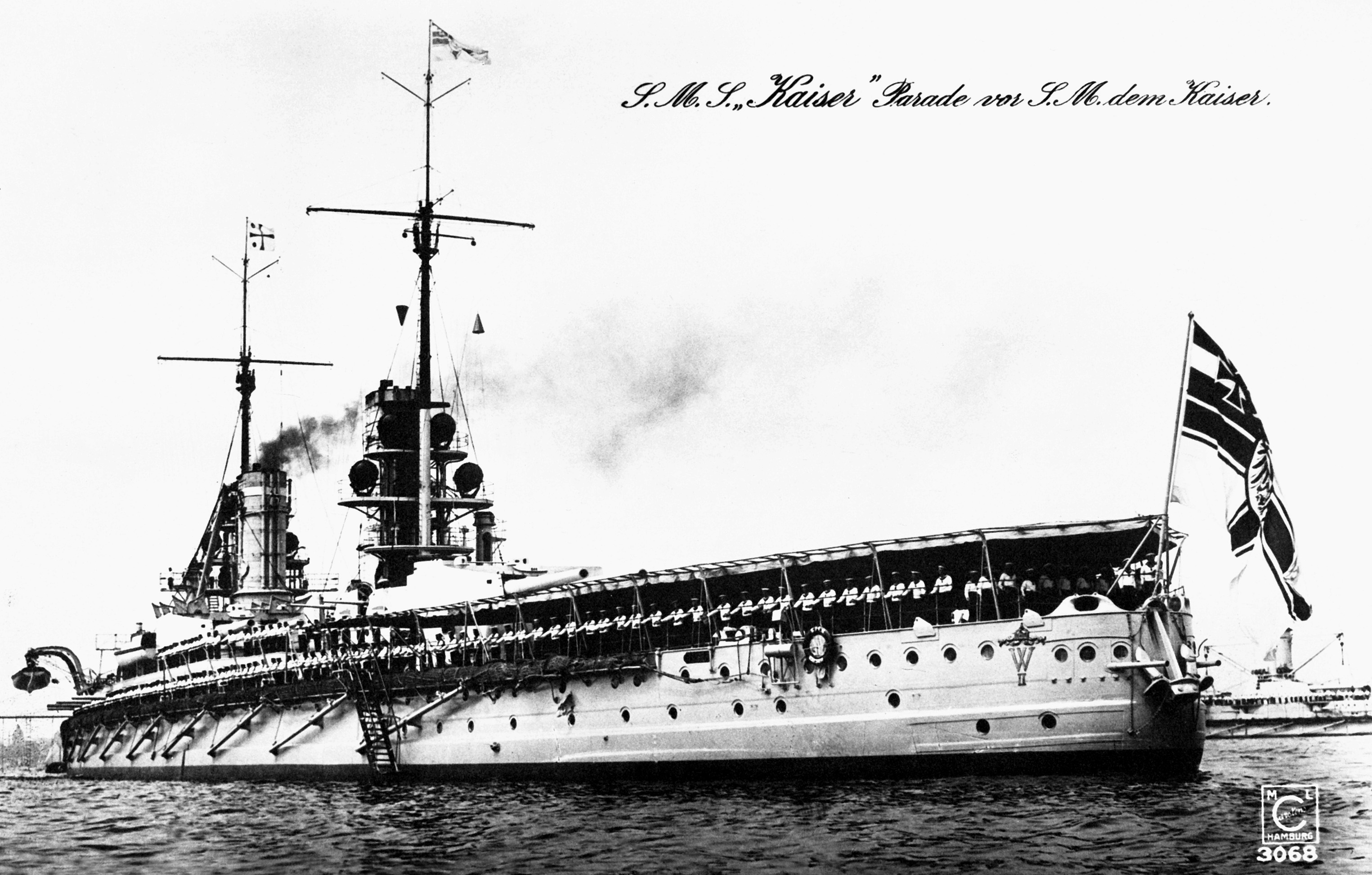
皇帝号于1911年

1913年，皇帝号被选中参加长距离巡航，以测试新型涡轮推进系统的可靠性。它连同姊妹舰阿尔贝特国王号和小巡洋舰斯特拉斯堡号加入了一个特殊的“派遣队（Detachierten Division）”。三舰编队于1913年12月9日离开德国前往西非的德国殖民地。艦隊到访了多哥兰的洛美、喀麦隆的杜阿拉和维多利亚，以及德属西南非洲的斯瓦科普蒙德。从非洲出发，艦隊又航行至圣赫勒拿，然后于1914年2月15日抵达里约热内卢。斯特拉斯堡号离队单独到访了阿根廷的布宜诺斯艾利斯，然后又返回乌拉圭的蒙得维的亚与两艘战列舰会合。三舰继续南驶往合恩角附近，进而向北驶至智利的瓦尔帕莱索，并停留了一个多星期。
4月11日，三舰离开瓦尔帕莱索开始了返回德国的长途旅程。在回程时，舰只也访问了多个港口，其中包括在返回里约热内卢前的阿根廷布兰卡港。5月16日，舰只离开里约热内卢开始穿越大西洋的行程，它们在驶往德国的途中分别经停了佛得角、马德拉和西班牙的维戈。皇帝号、阿尔贝特国王号和斯特拉斯堡号最终于1914年6月17日抵达基尔。在整个巡航期间，舰只共行进了约20,000海里（37,000公里）。一周后，即6月24日，派遣队解散，皇帝号返回第三分舰队。它参加了分舰队在7月进行的演习。当发生于萨拉热窝的弗朗茨·斐迪南大公遇刺案发生约两周后，皇帝号于1914年7月加入了公海舰队驶往挪威的年度夏季巡航。由于国际局势日益紧张，巡航提前终止，德国舰队于7月29日返回威廉港。至8月4日午夜，英国正式对德国宣战。

### 第一次世界大战

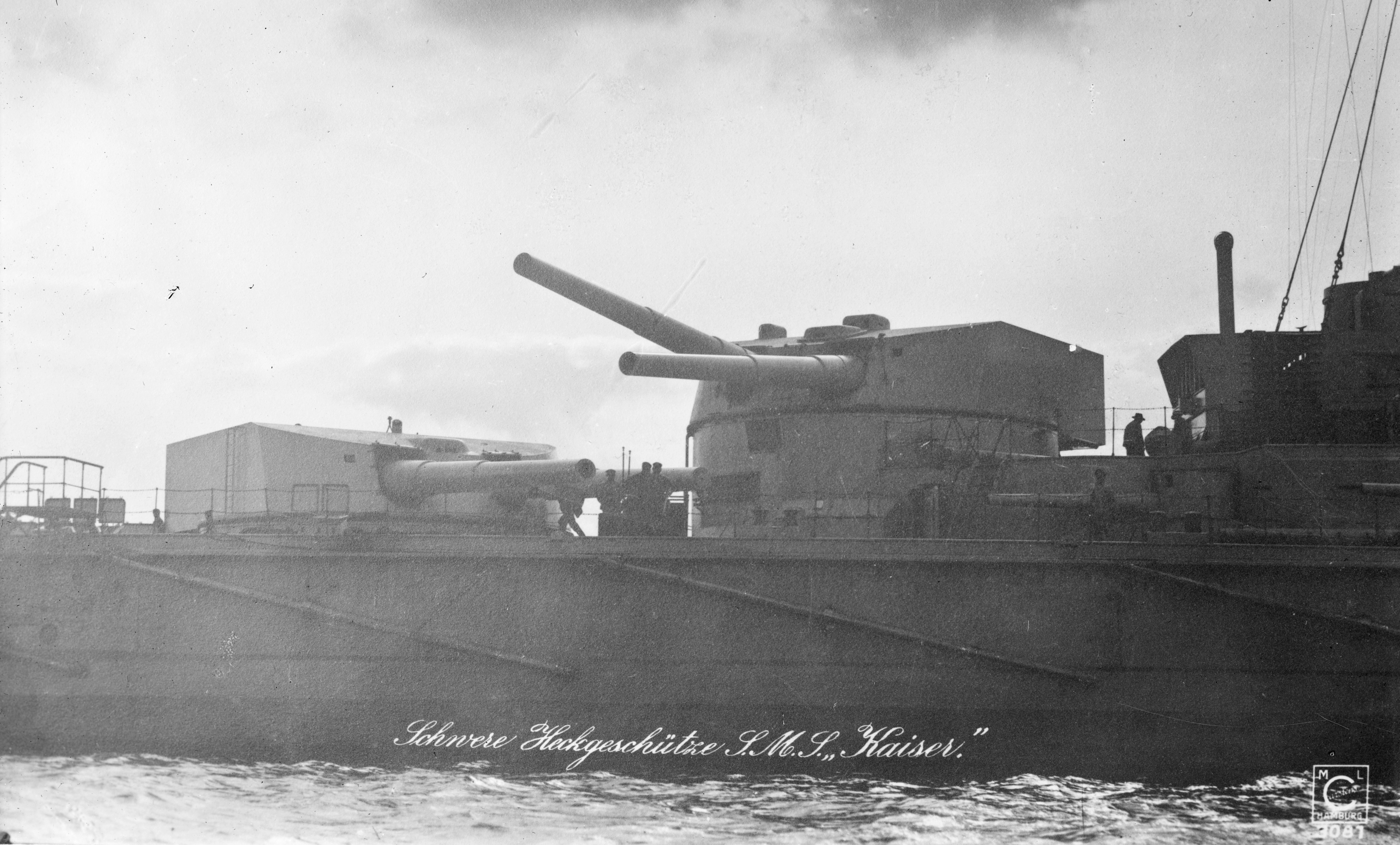
皇帝号舰艉的超射炮塔

包括皇帝号在内的公海舰队在北海进行了一些扫荡和推进任务。第一次发生在1914年11月2－3日，然而没有遇到英国军队。随后，公海舰队总司令、海军上将腓特烈·馮·英格諾爾采取了一项策略：即利用海军少将弗朗茲·馮·希佩爾辖下第一侦察集群的大巡洋舰袭扰英国沿岸城镇，以诱使英国大舰队分兵拦截，进而由设伏的公海舰队主力加以歼灭。首个这样的行动便是12月15－16日发生的突袭斯卡布罗、哈特尔浦及惠特比。12月15日傍晚，德国战列舰编队（包括皇帝号及其四艘姊妹舰在内大约十二艘无畏舰和八艘前无畏舰）一度与一支孤立的英国分舰队（下辖六艘战列舰）相距仅约10海里（19）。然而，与对方驱逐舰之间在黑暗中进行的零星交火使得英格诺尔误判自己面对的是整个大舰队主力。根据德皇威廉二世的命令，为避免不必要的冒险，英格诺尔中断了交战并调转战列舰返回德国。
由于在1915年1月的多格滩海战中损失了布吕歇尔号大巡洋舰，德皇于2月2日解除英格诺尔上将的职务。海军上将雨果·冯·波尔接替成为舰队司令。波尔在1915年指挥了一系列的舰队攻击，皇帝号均有参与；在3月29－30日的首次行动中，它与舰队航行至泰尔斯海灵岛以北，但与敌舰没有任何接触。随后的另一次行动是在4月17－18日，皇帝号随舰队余部对第二侦察集群埋设水雷的任务提供掩护。三天后，即4月21－22日，舰队向多格滩推进，亦未能遭遇任何英军。在5月17－18日的行动期间，皇帝号正于基尔的船坞进行定期维护，但它在5月29－31日的北海出击中已返回舰队，而此次行动在推进至斯希蒙尼克島时便因恶劣天气提前返航。8月10日，舰队航行至黑尔戈兰岛以北，以掩护流星号辅助巡洋舰返航。一个月后，即9月11－12日，舰队又对在斯瓦特湾的另一次埋雷行动提供支援。该年的最后一次行动在10月23－24日实施，但前往喇叭礁的诱敌行动也无果而终。
1916年1月12日，海军上将赖因哈德·舍尔取代波尔担任公海舰队总司令。皇帝号参与了3月5－7日的诱敌任务，尽管此次亦无任何成果。而在基尔的港口，前无畏舰汉诺威号意外与皇帝号相撞，但两艘舰只均无严重损害。舍尔延续了他前任执行的一系列舰队行动，在3月26日、4月2－3日和4月21－22日，舰队对北海进行了扫荡。在4月24－25日，希佩尔的第一侦查集群对英格兰海岸实施另一轮炮击，皇帝号和公海舰队的其余舰只从后支援。舍尔本计划在5月中旬进行再一次突袭，但由于在前次炮击中，大巡洋舰塞德利茨号不慎触雷，维修工作迫使该行动被推迟至月底。

#### 日德兰海战

展示了主要调遣的日德兰海战示意图

在炮击雅茅斯及洛斯托夫特后，舍尔上将便立即开始计划另一次突袭北海的行动。他最初打算在5月中旬开展这项行动，但由于此前触雷受损的塞德利茨号仍在排期修复，舍尔并不愿意在没有大巡洋舰部队全部力量的情况下进行大规模袭击。此外在5月9日，几艘战列舰的推进系统又出现问题，行动被进一步推迟至5月23日。5月22日，塞德利茨号仍未完全修复，导致行动再被推迟，这次是5月29日。至5月29日中午，塞德利茨号的维修工作终于完成，舰只得以返回第一侦察集群。行动计划要求希佩尔的大巡洋舰航行至斯卡格拉克海峡以北，目的是吸引及牵扯英国大舰队的一部分，以便由埋伏在附近的舍尔战列舰将其摧毁。
皇帝号及第三战列分舰队余部是公海舰队的主导部队，由四艘国王级战列舰领航。皇帝号作为海军少将赫尔曼·诺德曼的旗舰，直接位列四艘国王级之后。由八艘黑尔戈兰级和拿骚级组成的第一战列分舰队紧跟着第三分队，殿后部队则由六艘年迈的前无畏舰组成的第二战列分舰队担当。希佩尔的五艘战列巡洋舰于5月31日2:00驶离亚德湾；舍尔连同公海舰队则于一个半小时后出发。
在欧洲中部时间16:00前不久，第一侦察集群的大巡洋舰遇到了由戴维·贝蒂率领的英国第一战列巡洋分舰队，双方随即展开舰炮决斗。德军首先在17:00过后击沉了皇家海军不倦号、不到半小时后又击沉了玛丽皇后号。与此同时，德国的大巡洋舰为了将英国舰只引向公海舰队的主力而向南航行。至17:30，国王号作为领头的德国战列舰，发现己方第一侦察群和敌方第一分舰队接近。德国大巡洋舰旋即向右转舵航行，而英国舰只则向左转舵驶向港口。17时45分，舍尔下令向左转向2个罗经点以便舰队靠近英国战列巡洋舰，一分钟后，即17时46分，他下达了开火的命令。
在17:48至17:52之间，皇帝号、王储号、腓特烈大帝号以及第一战列分舰队的全部8艘战列舰均向英国第二轻巡洋分舰队的几艘舰只开火；其中皇帝号、东弗里斯兰号和拿骚号瞄准的是南安普敦号轻巡洋舰——但只有拿骚号成功击中对方。在八分钟时间内，皇帝号向南安普敦号共射出11发齐射，均告射失。第二轻巡洋分舰队随后驶出射程之外，几乎毫发未损。在17:58，舍尔下令舰队提至最高速度。由于国王级的速度更快，使得皇帝级和与国王级之间的距离迅速拉大。至18:05，南安普敦号再次进入射程范围，皇帝号遂对其开火。皇帝号在12000米的射程内发出4次齐射，但无一命中。经过3分钟的射击，皇帝号的火炮再次陷入沉寂。
自18:10起，皇帝号开始向英国英国第五战列分舰队的马来亚号开火；在25分钟的时间内，皇帝号在17300米的平均射程上发出了27次齐射。英国驱逐舰涅斯托尔号和游牧民号在早前的交战中已经中弹，瘫痪在公海舰队前进的航线上。不到18:30，皇帝号及其三艘姊妹舰以副炮向游牧民号射击。该舰被密集的150毫米炮火笼罩，进而起火燃烧，随后一枚炮弹引爆了舰只的前弹药舱。游牧民号于18:30率先沉没。同时涅斯托尔号也被德国第一分舰队的战列舰摧毁。
19:00刚过不久，德国小巡洋舰威斯巴登号便被英方战列巡洋舰无敌号的火炮击伤。国王号的海军少将保罗·贝恩克试图调遣第三分舰队来保护受损的巡洋舰。与此同时，英国的第三及第四轻巡洋分舰队开始对德舰队形展开鱼雷攻击，在推进至鱼雷射程范围的同时，它们也利用主炮压制威斯巴登号。德国第三分舰队的8艘战列舰同时向英国的轻巡洋舰猛烈开火，但即便是它们主炮的持续射击也未能击退英国的巡洋舰群。装甲巡洋舰防卫号、勇士号以及黑太子号先后加入了对瘫痪的威斯巴登号的围攻。19:14至19:17，皇帝号连同其它几艘战列舰及战列巡洋舰转而向防卫号及勇士号开火。防卫号被德国无畏舰的几枚大口径炮弹击中，随后一发齐射穿透了该舰的弹药库。伴随着巨大的爆炸，防卫号沉入海底。
随着勇士号蹒跚向西逃逸，英国第5战列分舰队的伊丽莎白女王级战列舰也从北方的战斗中加入了大舰队。尽管如此，厌战号仍被迫抽出驶向南部，以直面即将到来的德国舰队。厌战号遭到了正在接近的德国战列舰的猛烈攻击，其中从皇帝号发射的一枚炮弹打坏了厌战号的操舵装置，导致其向左打转。在绕了两个整圈并持续遭受了13次重击后，厌战号得以恢复控制并重新加入舰队。然而至20:00，操舵装置再次失灵，因此该舰被迫撤出战斗。
至20:15，德国舰队第二次直面英国大舰队。对方的猛烈炮火迫使舍尔下令转向离开；这次转向颠倒了队形的顺序。皇帝号此时是德国队形中的倒数第5艘舰，其后方仅有4艘国王级战列舰。在20:23和20:26，皇帝号被英军阿金科特号战列舰的12英寸（305）主炮所发射的两枚尖头高爆弹接连命中。其中一枚穿透了上层甲板，直达7号炮廓下方的吊床贮存舱；但炮弹在撞击中分崩离析，没有引爆，只是引发了一场小火并很快被扑灭。另一枚炮弹则可能在舰外爆炸。
在21:30前不久，皇帝号、柳特波德摄政王号以及藩侯号发现英国的小型部队正在接近。德国舰只遂在大约7300米的射程范围内同时以主炮和副炮开火。轻巡洋舰卡利俄佩号受创严重，迫使英国舰只撤离。至23:30左右，德国舰队改编为夜间巡航队形，皇帝号成为第12艘舰，位居24艘主力舰的中部。
在领头的战列舰与英国驱逐舰进行了一系列的夜间交战后，公海舰队突破了英国的轻型部队，并于6月1日凌晨4:00到达喇叭礁。几小时后，德国舰队抵达威廉港。第一战列分舰队负责在外围锚地组成防御阵位，而皇帝号、皇后号、柳特波德摄政王号和王储号负责在威廉港的入口外戒备。其余的战列舰及战列巡洋舰则进入威廉港——那些仍然具备作战能力的舰只需要在内港进行补给。两发中弹对皇帝号无甚影响，仅造成一名船员受伤。

#### 后续行动
8月18日，海军上将舍尔计划重演日德兰计划，试图利用仍具备作战条件的大巡洋舰毛奇号和冯·德坦恩号在三艘无畏舰的支援下，炮击桑德兰的沿岸城镇，进而引诱并摧毁贝蒂的战列巡洋舰。舰队余部，包括皇帝号，都会尾随并提供掩护。然而，英国人已事先破译了德国人的计划，并派出大舰队应战。在14:35，舍尔收到了大舰队迫近的警告，他并不愿意在难分伯仲的日德兰海战后仅11周便又与整个大舰队交战，于是下令全体舰队掉头撤回德国港口。
另一次舰队推进随后发生于10月18－20日，但它以没有遭遇到任何英国部队而告终。两周之后，于11月4日，皇帝号又奉命参加了出征至丹麦西海岸的行动，以保护两艘在当地搁浅的U艇U-20号和U-30号。12月1日，公海舰队重组；皇帝号及其姊妹舰被转移至新组建的第四战列分舰队，并以皇帝号为旗舰。1917年，無限制潛艇戰的政策得到恢复；因此德国海军水面部队此时的主要任务是掩护U艇的出发和到达。这也使得皇帝号在这一年的大部分时间都在德意志湾负责警戒值勤。1917年5月，皇帝号进入船坞进行定期维护。

#### 阿尔比恩行动

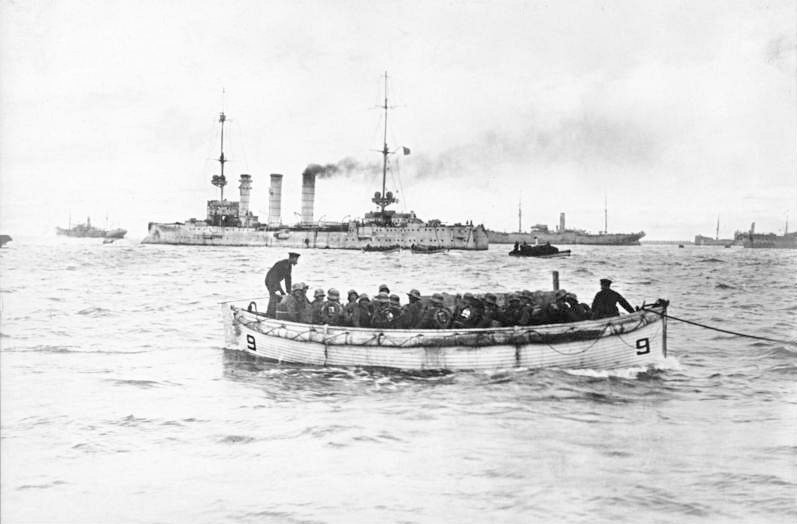
德军在萨马雷岛登陆

在1917年9月上旬，继德国攻克俄国港口里加后，德国海军决定驱逐仍残留在里加湾的俄国海军力量。为此目的，海军参谋本部的行动计划是夺取波罗的海岛屿萨雷马岛，尤其是夺取瑟尔韦半岛的俄国炮台。9月18日，一次海陆空联合进攻行动受命出发，以占领萨雷马岛及穆胡岛。海军的主力是由一个特编部队组成，其中包括旗舰毛奇号，以及公海舰队的第四战列分舰队。第四分舰队又分为第五支队及第六支队。第五支队包括4艘国王级舰只，并在此时加入了新式战列舰巴伐利亚号。第六支队则由5艘皇帝级舰只组成。连同九艘轻巡洋舰、三支鱼雷舰区舰队和几十艘水雷艇，整个出战规模约为300艘舰船，并有超过100架飞机和6艘飞艇提供空中支援。共计约24600名官兵参与此次入侵。抗击德国的力量则包括原俄国的前无畏舰光荣号和太子号，装甲巡洋舰巴扬号、马卡罗夫海军上将号和狄安娜号，26艘驱逐舰，以及若干鱼雷艇和炮艇。而萨雷马岛的驻军人数约为14000人。
9月24日，皇帝号离开基尔，前往普茨克湾，在那里与几艘战列舰会合。舰只从那里继续驶往利鲍，并于10月10日抵达。两日后，即10月12日上午，皇帝号及其姊妹舰皇后号和柳特波德摄政王号开始攻击瑟尔韦半岛的炮台。10月14日，皇帝号与俄国驱逐舰雷霆号交火，其中一发摧毁了该舰的推进系统。雷霆号被俘获并被拖走，但随即倾覆沉没。至10月16日，皇帝号开始炮击希乌马岛南端的托夫里角（Cape Toffri）俄军阵位。
至10月20日，岛屿的战斗已接近尾声，穆胡岛、萨雷马岛和希乌马岛均被德国人占领。而在前一天，海军部已下令停止海军行动并命无畏舰尽快返回公海舰队。10月31日，皇帝号和特编部队余部脱离行动并发回基尔，至11月2日抵达。11月7日，皇帝号重返北海。

#### 最终行动
皇帝号及皇后号于11月17日被派往执行海湾的警戒任务；它们的职责是对第二侦察集群和几艘扫雷舰提供支援。两艘英国轻巡洋舰，卡吕普索号和卡利登号袭击了黑尔戈兰湾的扫雷舰和第二侦察集群。皇帝号及其姊妹舰迅速介入并击中一艘轻巡洋舰。两艘战列舰也曾短暂的与英方战列巡洋舰反击号交火，但双方都没有任何命中。然而，德方指挥官并未公布这次进攻。
1918年2月2日，小巡洋舰施特拉尔松德号不慎触雷；皇帝号负责护送其返回港口。皇帝号也参与了4月23－24日的舰队行动。该行动旨在于4月23－24日截击一支驶往挪威、由重兵护航的英国船队。然而由于己方的另一艘大巡洋舰毛奇号在当时遭遇机械故障，该行动被迫取消。在战争的最后几个月，海军上校赫尔曼·鲍尔成为皇帝号的舰长，他的任期是从八月至十一月止。
皇帝号在停战前几天参加了最后一次的舰队行动，该行动的设想是公海舰队大部从威廉港基地出动寻找大舰队主力决战。为了使德国在停战协议中取得更好的谈判地位，舰队指挥官、海军上将希佩尔和舍尔旨在不惜一切代价重创英国海军。因此在1918年10月29日，舰队受命离开威廉港，并在亚德湾锚地集结，打算于次日清晨出发。然而从10月29日夜晚开始，图林根号战列舰船员发动兵变。兵变迅速蔓延至其它战列舰，迫使希佩尔和舍尔最终取消了这一行动。

### 结局

展示皇帝号（#18）的舰只凿沉图

随着德国在1918年11月投降，公海舰队的大部分舰只在海军少将路德维希·冯·罗伊特的指挥下被扣留至斯卡帕湾的英国海军基地。在德国舰队离港之前，海军上将阿道夫·馮·特羅塔曾明令罗伊特，决不允许協約國在任何条件下强占舰只。舰队先是与加迪夫号轻巡洋舰会合，再在由370艘英国、美国和法国军舰组成的大规模联队的监督下，开往斯卡帕湾。英国在扣押德国舰队后拆除了其舰炮的炮闩以防不轨。在落实凡尔赛条约的谈判过程中，舰队仍然维持拘禁状态。
罗伊特从一份《泰晤士报》中得知，休战协议将于1919年6月21日到期，而这也是德国签署和平条约的最后期限。他推断英国方面将在6月21日，即谈判到期而无法达成协议的情况下强行抢占德国军舰，却不知该期限已被延长至6月23日。为了防止这种情况，罗伊特决定第一时间凿沉己方舰只。6月21日上午，英国舰队离开斯卡帕湾进行训练演习；罗伊特于11:20向全体德国军舰下达了他的命令。皇帝号于13:24沉没。1924年，一位叫欧内斯特·考克斯的英国企业家从英国海军部买下了打捞斯卡帕湾德国沉船的许可权，并在之后的五年中成功打捞了24艘驱逐舰、大巡洋舰毛奇号和塞德利茨号的舰体。1929年3月20日，皇帝号的舰体从140英尺（43）的海底打捞出水，并自1930年开始在罗塞斯拆解。从德舰上拆下来的装甲板和金属构件作为废金属出售，为考克斯赢得了一笔可观的利润。

## 拓展阅读与外部链接
- 章骞. . 山东画报出版社. 2013. ISBN 978-7-5474-0541-3.
- Hart, B. H. Liddell. . 林光余译. 上海人民出版社. 2010. ISBN 9787208093607.